# Oberea hebescens
Oberea hebescens là một loài bọ cánh cứng trong họ Cerambycidae.